# Стейнвей Генрі Енгельгард

Ге́нрі-Енґельга́рд Сте́йнвей (точніше: Стайнвей; англ. Henry E. Steinway, народжений: Гайнріх-Енґельгард Штайнвеґ (нім. Heinrich Engelhard Steinweg); 17 лютого 1797 — 7 лютого 1871) — американський виробник піаніно, винахідник сучасного рояля та творець відомої фірми «Steinway & Sons».

## Біографія. Ранні роки
Народився в Німеччині, у Вольфсгаґені в Гарці, як наймолодша, дванадцята дитина лісника в маєтках герцогів Брауншвайґських. Втративши в 15 років батьків, розпочав самостійне життя. У 1815 році, маючи 18 років, Гайнріх вступив рядовим до Брауншвайґського полку, з яким брав участь у битві під Ватерлоо, за що був нагороджений медаллю за хоробрість. На військовій службі диригував оркестром, а також вивчав основи столярування та меблевої справи. Принагідно виготовляв мандоліни і цитри.

## Початок музичного виробництва
Після демобілізації Г. Е. Штайнвеґ пішов на навчання до органного майстра в Ґосларі. Тут часом підпрацьовував як органіст у місцевій церкві. Перервавши навчання через рік, 1820 переїхав до Зеєзена, де відкрив невелику меблеву майстерню. Час від часу займався також ремонтом органів. 1825 року він одружився з Ю. Таймер, подарувавши їй до цієї події фортепіано з подвійними струнами. На шлюбній церемонії майстер Штайнвеґ сам грав у церкві на органі.
У Зеєзені на кухні свого будинку 1836 року він збудував свій перший рояль, що був відразу придбаний герцогом Брауншвайґським за величезну, як на той час, суму — 300 марок. Цей інструмент, що зберігся донині, знаходиться в колекціях Музею мистецтва Метрополітен в Нью-Йорку. Головним захопленням для нього були клавішні музичні інструменти, на той час це вірджинели, клавесини й перші фортепіано.

## Родинна майстерня
Усі виховані Г. Е. Штайнвеґом діти — шестеро синів і три доньки — переймали основи батькового ремесла й допомагали йому в роботі. Діти повинні були освоїти ази фортепіанобудування на різних його стадіях: від підбирання деревини до процесу настроювання готового інструмента. Сини майстра — Теодор, Карл і Гайнріх-молодший — стали його постійними співробітниками ще зі шкільної лави.

## Еміграція в Нью-Йорк
З кінця 1840-х років через політичні події в Німеччині, які призвели до економічних негараздів, продавати фортепіано ставало дедалі важче. З німецьких князівств розпочалася значна еміграція. Кількість емігрантів тільки в США досягла 600.000 осіб. У Нью-Йорку виник район, який назвали Мала Німеччина. І тому голова сімейства відправив сина Карла на розвідку в США. Карл швидко отримав робоче місто в майстерні музичних інструментів. До того ж, у Нью-Йорку був значний попит на фортепіано і ринок музичних інструментів. Обміркувавши отримані від сина вісті, 1850 року Гайнріх-Енґельгард Штайнвеґ з родиною емігрував до Нью-Йорка (США). Спершу він та його сини працювали на різних підприємствах, що виготовляли музичні інструменти, дружина і доньки давали приватні уроки музики. У 54 роки Гайнріх змінив своє ім'я на американський штиб, ставши Генрі-Енґельгардом Стейнвеєм, а 1853 року, придбавши приміщення під майстерню на Верік-стріт в Нью-Йорку, заснував свою уславлену фортепіанобудівну компанію «Steinway & Sons» (Стейнвей і сини), давши їй всупереч численним пересторогам колег та знайомих родинне прізвище.
Підприємство бурхливо розвивалося, постійно розширюючись і змінюючи місце перебування, але постійно перебуваючи в Нью-Йорку. На кінець 1858 року фірма продавала вже 300 фортепіано на рік, а через 10 років — 1800 фортепіано. У 1870-х роках фірма переїжджає на Лонґ-Айленд, де збудувала для підприємства та його працівників ціле містечко — Стейнвей-віллидж, яке окрім будинків включало пошту, бібліотеку, парк, дитячий садок, громадський басейн і навіть відділ пожежної сторожі. До того часу інструменти Стейнвея здобули світовий розголос, якому допоміг і ярмарок 1855 року, на якому були представлені його інструменти. Нововведенням була цілолита чавунна рама, якої не мали попередні музичні інструменти і яку запатентували. У родині були і майстри, і менеджери, і винахідливі рекламщики.
Родина заробила капітал і придбала багату садибу на Парк Авеню. Там же виникли і нова фабрика, і містечко для працівників Стейнвей-віллидж. Стейнвеї перейшли в клас багатих буржуа. Хоча їх теж не обходили негаразди: один із синів помер від туберкульозу, другий — від тифу. Обидва поховані в родинному склепі в Америці.

## Дві фірми— в Нью-Йорку і в Гамбургу

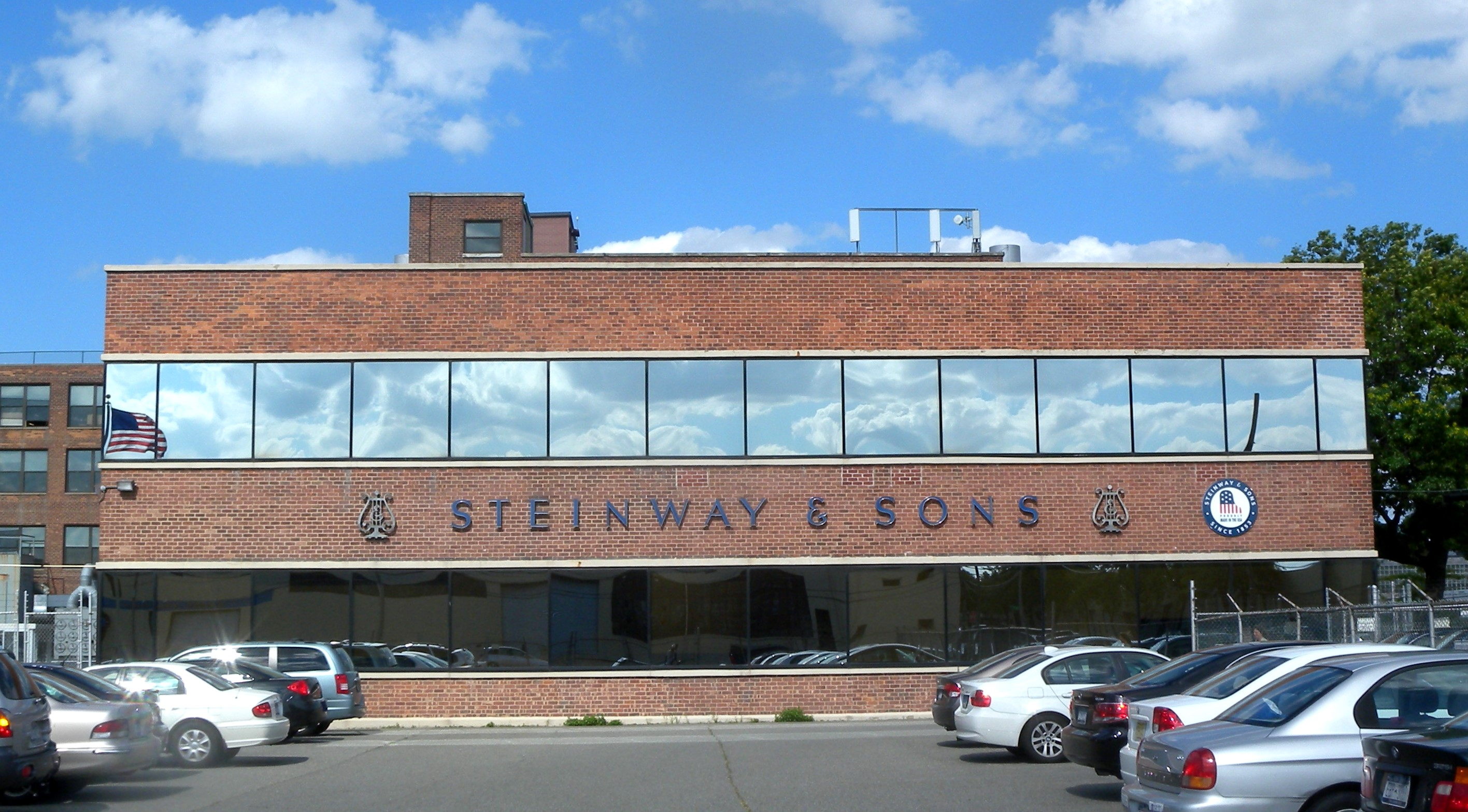

1870 року було відкрито європейське представництво фірми та фабрику в Гамбургу (Німеччина). Успішна компанія існувала як родинне підприємство до 1972 року. Останній представник родини Стейнвей, який займався виробництвом фортепіано в компанії «Steinway & Sons» від 1937 року, а з 1955 року її очолював, — Генрі-Циґлер Стейнвей, правнук засновника фірми, — помер восени 2008 року в Нью-Йорку. Нині фірма «Steinway & Sons» (див.  [Архівовано 30 березня 2022 у Wayback Machine.]) функціонує як велика міжнародна компанія з виготовлення музичних інструментів, головним підрозділом якої є самостійна фірма, що виготовляє фортепіано.
Помер Генрі-Енґельгард Стейнвей на 74-му році життя у Нью-Йорку.